# Manabharana de Ruhunu
Manabharana de Ruhunu fou rei de Ruhunu de vers el 1136 al 1153. Fou fill i successor de Sri Vallabha.
Parakramabahu I va conquerir Polonnaruwa però en contra de les seves ordres els soldats van saquejar la ciutat. Els caps locals que afavorien a Parakramabahu encapçalats pel general Gokanna, es van disgustar pels excessos en el saqueig i van decidir cridar en ajut a Manabharana de Ruhunu. Aquest va arribar amb un exèrcit i va derrotar les forces de Parakramabahu a Polonnaruwa, forces que havien perdut la disciplina i s'havien dedicat a la mala vida des que havien conquerit la ciutat, fins al punt que eren inútils per a la guerra en front dels aguerrits soldats del sud.
Manabharana es va establir a Polonnaruwa i va decidir no alliberar a Gajabahu II, al que les forces de Parakramabahu havien fet presoner, sinó al contrari eliminar-lo; com que no el podia executar públicament o en secret perquè hauria estat molt impopular va planejar aplicar-li tractaments que li causessin la mort amb el temps. Gajabahu va aconseguir fer arribar una crida a Parakramabahu per tal que el deslliure's del procés al que estava sotmès. I Parakramabahu va avançar amb un exèrcit dirigit per Kesadatu-Nayaka i altres i va poder derrotat a Kanta Disanayaka (un general de Manabharana) i va reconquerir Polonnaruwa. Gaja Bahu fou alliberat mentre Manabharana va fugir a Ruhunu amb la relíquia de la Dent de Buda i el bol d'Almoines de Buda.
Gaja Bahu va morir pocs anys després i Parakramabahu (al que havia cedit el regne de Raja Rata) i Manabharana de Ruhunu, es van disputar la regió amb un mínim de 58 batalles. L'exèrcit de Ruhunu, format només per soldats d'aquest regió era superior a l'exèrcit de Parakramabahu que estava en part format per estrangers. Però la implicació personal de Parakramabahu va imposar la seva victòria. En la batalla final a la capital, que va durar set dies, Manabharana al final va aprofitar la nit per escapar sent perseguit fins al Mahaweli Ganga on fou atrapat; allí ell mateix, el seu fill Siri Vallabha i diversos alts oficials foren capturats vius amb els seus tresors, elefants, cavalls i armament, i foren portats a Pulatthi (Polonnaruwa). Uns dies després Manabharana va morir d'un atac de cor; abans de morir havia recomanat al seu fill Kirti Sirimegha i a altres oficials no presoners, de jurar fidelitat a Parakramabahu. Kirti Sirimegha, que era a Ruhunu, va anar a Polonnaruwa on va assistir a la coronació de Parakramabahu I i el va reconèixer, el que va posar fi a la lluita.